# Gerry Armstrong
Gerard Joseph Armstrong, más conocido como Gerry Armstrong, (Fintona, Irlanda del Norte, 23 de mayo de 1954) es un exfutbolista norirlandés, que se desempeñó como delantero y que militó en diversos clubes de Irlanda del Norte, Inglaterra y España.

## Clubes
| Club                   | País              | Año         |
| ---------------------- | ----------------- | ----------- |
| St Paul's Swifts       | Irlanda del Norte | 1970 - 1971 |
| Cromac Albion          | Irlanda del Norte | 1971 - 1972 |
| Bangor FC              | Irlanda del Norte | 1972 - 1975 |
| Tottenham Hotspur      | Inglaterra        | 1975 - 1980 |
| Watford                | Inglaterra        | 1980 - 1983 |
| Mallorca               | España            | 1983 - 1985 |
| West Bromwich Albion   | Inglaterra        | 1985 - 1986 |
| Chesterfield           | Inglaterra        | 1986        |
| Brighton & Hove Albion | Inglaterra        | 1986 - 1987 |
| Chesterfield           | Inglaterra        | 1987        |
| Millwall               | Inglaterra        | 1987 - 1989 |
| Crawley Town           | Inglaterra        | 1989 - 1990 |
| Glenavon FC            | Irlanda del Norte | 1990        |
| Bromley                | Inglaterra        | 1990 - 1991 |
| Worthing F.C.          | Inglaterra        | 1991 - 1995 |

## Selección nacional
Ha sido internacional con la selección de fútbol de Irlanda del Norte; donde jugó 63 partidos internacionales y anotó 12 goles por dicho seleccionado. Incluso participó con su selección, en 2 Copas Mundiales. La primera fue en España 1982, donde su selección llegó hasta la segunda fase. Justamente en ese mundial, anotó 3 goles y se lo convirtió a sus similares de Honduras, España y Francia, donde terminó primera de su grupo, por encima del anfitrión España,
llegando a segunda fase, donde cayó frente a Austria y Francia y la segunda fue en México 1986, donde su selección quedó eliminado en la primera fase.

### Participaciones en Copas del Mundo
| Mundial                        | Sede   | Resultado    | PJ | Goles |
| ------------------------------ | ------ | ------------ | -- | ----- |
| Copa Mundial de Fútbol de 1982 | España | Segunda fase | 5  | 3     |
| Copa Mundial de Fútbol de 1986 | México | Primera fase | 3  | 0     |